# Minerały promieniotwórcze

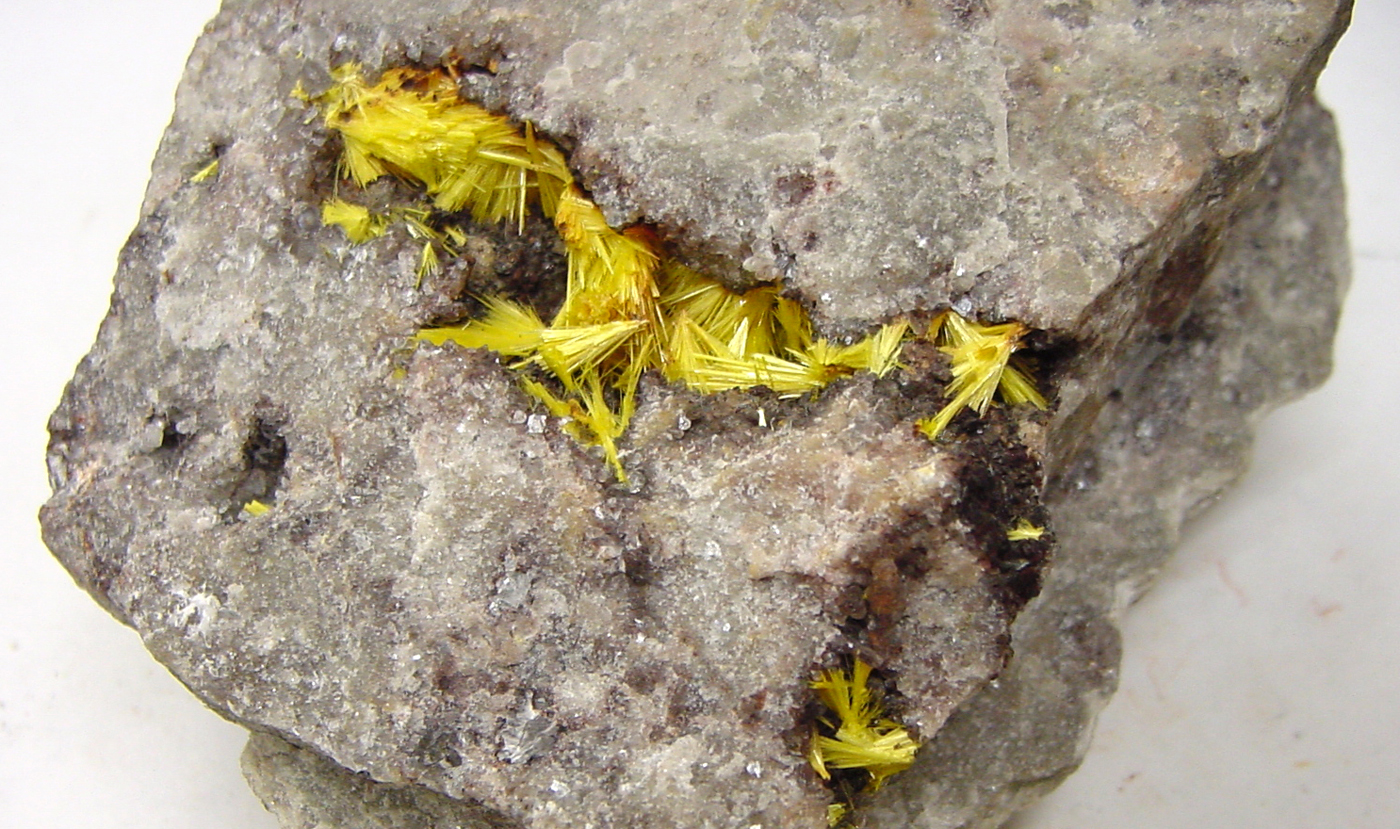
Uranofan (H_{3}O)Ca[UO_{2}][SiO_{4}]_{2} • 3H_{2}O

Minerały promieniotwórcze – minerały wykazujące znaczną promieniotwórczość.
Zawartość pierwiastków promieniotwórczych w większości skał jest mała. Dla przykładu w granicie średnia ilość uranu U wynosi 3-4 g/t, toru Th około 10 g/t, a zawartość krótko żyjących pierwiastków promieniotwórczych jest jeszcze o kilka rzędów wielkości mniejsza. Ich koncentracje są bardzo rzadkie. 
Ogólna liczba minerałów zawierających pierwiastki promieniotwórcze jako składniki główne lub poboczne jest duża. Są to jednak minerały bardzo rzadkie i pozbawione praktycznego znaczenia. Reprezentują niemal wszystkie typy związków chemicznych, jakie tworzą minerały. 
Przykłady minerałów promieniotwórczych
- Uraninit UO2 – tlenki
- Autunit Ca[UO2|PO4]2 • 10H2O – fosforany
- Allanit (Ortyt) (Ca,Ce)2(Fe2+Fe3+)Al2[O|OH|SiO4|Si2O7] – krzemiany